# Oryx
Oryx es un género de mamíferos artiodáctilos de la subfamilia Hippotraginae, o antílopes con aspecto de caballo, compuesto por cuatro especies. La denominación vulgar del género alterna entre órix, órice, antílope órice o gacela órice.

## Características
Se trata de antílopes de gran tamaño y armados con largos cuernos rectos y anillados, de un metro o más de longitud, en contraste con sus pequeñas orejas. Su aspecto recuerda a un caballo, pues poseen el cuello ancho cubierto de crin, cabeza de perfil recto y formas redondeadas con largas patas. Son resistentes a las temperaturas extremas, a la sed, y además pueden mantener un galope sostenido durante muchos kilómetros. Como particularidad, pueden aumentar la temperatura de su cuerpo para poder irradiar el calor al ambiente en lugar de absorberlo, gracias a un sofisticado sistema de irrigación sanguínea que también permite que la sangre más fría sea la que riegue el cerebro tras pasar previamente por las narinas del animal, donde se refresca.

## Comportamiento
Machos y hembras de todas las especies están armadas con una desarrollada cornamenta, y su carácter temperamental se puede comparar al de un toro bravo, de forma que su caza es peligrosa para cualquier predador; en las luchas intraespecíficas, ambos contendientes embisten con los cuernos en paralelo, de forma que se produce un forcejeo entre ellos sin que se llegue a herir al rival, mientras que a la hora de defenderse de depredadores, embisten apuntando con su cornamenta de forma que pueden ensartar a su enemigo.

## Especies
Se reconocen cuatro especies de Oryx:
- Oryx beisa: El oryx de África Oriental tiene poco más de un metro de alzada y pesa alrededor de 80 kg. Tiene un pelaje gris en la parte superior, con una parte inferior blanca, separada del gris por una franja negra, con rayas negras donde la cabeza se une al cuello, a lo largo de la nariz, y desde el ojo hasta la boca y la frente. La melena es pequeña y de color castaño; Los cuernos anillados son delgados y rectos. Se encuentran en ambos sexos y típicamente miden 75–80 cm (30–31 in). Vive en semidesiertos y estepas, donde comen hierbas, hojas, frutas y brotes. Pueden almacenar agua elevando la temperatura de su cuerpo (para evitar la transpiración). Se reúnen en manadas de cinco a 40 animales, a menudo con hembras moviéndose en la parte delantera y un gran macho protegiendo desde la parte trasera. Algunos machos mayores son solitarios. Los estudios de seguimiento por radio muestran que los machos solitarios a menudo van acompañados durante breves períodos por hembras en condiciones de reproducción, por lo que es probable que estén ejecutando una estrategia para maximizar sus posibilidades de reproducción.
- Oryx dammah: Órice blanco (extinto en el medio natural).
- Oryx gazella: Órice de El Cabo.
- Oryx leucoryx: Oryx de Arabia, se extinguió en la naturaleza en 1972 en la Península arábiga. Fue reintroducido en 1982 en Omán, pero la caza furtiva ha reducido su número allí. Una de las mayores poblaciones de orix árabe existe en la isla Sir Bani Yas en los Emiratos Árabes Unidos. Se han reintroducido poblaciones adicionales en Catar, Baréin, Israel, Jordania y Arabia Saudita. A partir de 2011, la población salvaje total es de más de 1000, y 6000–7000 están en cautiverio. En 2011, la UICN rebajó su categoría de amenaza de Extinto en estado salvaje a Vulnerable, la primera especie que volvió a cambiar de esta manera.